# Alexander Chanoch
Alexander Chanoch (* 30. Junijul. / 12. Juli 1894greg. in Jurewitschi nahe Pripjet, damaliges Gouvernement Minsk; † nach 1934) war ein russischer Japanologe, der an der Universität Hamburg und bei der Deutsch-Japanischen Gesellschaft in Berlin bis 1934 wirkte.

## Leben
Alexander Chanoch wurde als Sohn des jüdischen Arztes Elias Chanoch nahe Prypjat (etwa 20 km von Tschornobyl) geboren. Als elfjähriger besuchte er das Nikolaigymnasium in Leipzig. 1911 wechselte er auf das Alexandergymnasium in Kronstadt, nahe St. Petersburg, das er 1913 erfolgreich abschloss. An der juristischen Fakultät der Petrograd immatrikulierte er sich 1915. Das Studium schloss er im Dezember 1919 mit dem Staatsexamen ab.
Als zweiten Studiengang hatte er 1915 das Studium der japanischen Sprache, für vier Semester, an der Akademie für Orientalische Sprachen unter Professor Dmitrij Pozdneev aufgenommen. Es folgten zwei Semester unter Professor Yevgeny Dmitrievich Polivanov (Евге́ний Дми́триевич Полива́нов, 1891–1938). Seine japanologischen Studien setzte er erst 1923 in Hamburg unter Karl Florenz fort. Er promovierte mit der Dissertation „Die Herbstlieder des Kokinshū“ die er 1924 abschloss.
Im nächsten Jahr heiratete er die Philologin Irene Garbell (* 1901 in Moskau). Die Ehe wurde 1928 geschieden.
Die Übersetzung der Gedichte aller Jahreszeiten des Kokinshū vollendete er 1928 („Die altjapanische Jahreszeitenpoesie aus dem Kokinshū“). Die Sprache zeichnete sich durch Klarheit und für die Lyrik durch den Verzicht auf Formtransfer aus; dabei kommentierte er knapp.
Parallel zu seinem Interesse für klassische japanische Literatur befasste er sich vielfach mit ökonomischen Zeitfragen des Fernen Ostens, so z. B. über die Düngemittelindustrie.
Mit dem Handelsattaché der japanischen Botschaft Alexander Nagai zusammen leitete er in Berlin seit 1928 die Wirtschaftsabteilung der Deutsch-Japanischen Arbeitsgemeinschaft, die sich zur Deutsch-Japanischen Gesellschaft entwickelte. Diese Position behielt er vorläufig auch nach der Machtergreifung 1933. Artur Görlitzer forderte in einem Schreiben an den Sonderkommissar der Polizei Kurt Daluege am 24. April seine Entfernung, die auch bald erfolgte. Seine Spuren verlieren sich in der Emigration.

## Schriften
- Altjapanische Liebespoesie aus dem Kokinshū. Übersetzt und erläutert von Alexander Chanoch; in: Asia Major, First Series Volume 6, 1930, S. 1–66 (PDF)